# Typosyllis magnapalpa
Typosyllis magnapalpa är en ringmaskart som beskrevs av Hartmann-Schröder 1965. Typosyllis magnapalpa ingår i släktet Typosyllis och familjen Syllidae. Inga underarter finns listade i Catalogue of Life.